# Carlos Gomes Leitão
Carlos Gomes Leitão (Caxias, Maranhão, 12 de maio de 1835 — Vila do Burgo do Icataiuna, 13 de abril de 1903), mais conhecido como Coronel Leitão, foi um político, militar, magistrado e agricultor brasileiro que se fixou nos estados do Pará, Goiás (hoje Tocantins) e Maranhão.

## Biografia
Carlos Leitão, era filho de Alexandre Germano Acácio Gomes e Judith Sampaio Fontenelli Leitão. Ficou órfão de seus pais quando criança, sendo criado e educado por seus tios. Era neto do influente coronel Francisco Germano da Silva.

### Vida política
Como político, fez sua carreira na região do Bico do Papagaio, iniciando-a em Carolina, onde atuou como vogal - a época cargo correspondente ao de vereador. 
Em 1880 mudou-se para Boa Vista do Tocantins, atuando nesta localidade em três funções: como intendente municipal; diretor do departamento dos índios; e juiz municipal de órfãos.
Em 1890, assumiu a chefia da Coletoria Provincial de Goiás. Devido a sua grande influência na região, em 1890 foi eleito deputado estadual constituinte pela província de Goiás, tendo assento na capital nacional, Rio de Janeiro. Em 1886 recebeu o título de coronel da Guarda Nacional.

### Revolta de Boa Vista
Como figura chave, em 1891 incitou os movimentos que desencadeariam a Primeira Revolta de Boa Vista. Inflamou a região numa campanha para que declarasse autonomia político-administrativa em relação a Goiás, juntando territórios do norte do estado citado e do sul do Maranhão e Grão-Pará, com vistas a formar o "estado de Boa Vista" (inicialmente sob o nome de província de Pastos Bons). Argumentava que Boa Vista e seu entorno estavam muito distantes da capital estadual, a época Vila Boa de Goiás. A campanha não agradava aos religiosos ligados as dioceses de Goiás e do Maranhão, e ao grupo político conservador (florianistas), ligados aos irmãos Maciel Perna. A diocese então publicou em seu periódico que Coronel Leitão pertencia à maçonaria, e o excomungou.
Em 1893 chegou a declarar-se presidente (governador) do estado autônomo de Boa Vista, mas não conseguiu o suporte político que desejava, e acabou por fazer mais inimigos, principalmente dentro da diocese de Goiás.
Em uma disputa por terras, arregimentou forças para depor o juiz da comarca de Boa Vista, o pernambucano Henrique Hermeto Martins. O magistrado deu andamento andamento a um processo em que Cláudio Gouveia herdou as terras de sua falecida esposa, contrariando os interesses do Coronel Leitão que queria se apossar da propriedade da família, a Fazenda Cordilheira. Gouveia havia assassinado sua esposa para herdar a Fazenda Cordilheira.
Não conseguindo depor o juiz, e sendo expulso da cidade, juntou peões (pistoleiros) e armamentos e em 31 de março de 1892, o Coronel Leitão tentou tomar a cidade. Inciou-se assim o primeiro embate da revolta de Boa Vista. O embate durou até 1º de abril de 1892, sendo Leitão derrotado.
Entre 1892 e 1894 fez seguidas investidas contra a cidade, conseguindo prender o intendente Francisco de Sales Maciel Perna, mas mesmo assim nunca conseguindo retomar o controle da cidade.
Em 1984, após mediação do frei Gil de Vila Nova é obrigado a abandonar a cidade com familiares e aliados, e ruma para o Grão-Pará. Fixa-se primeiramente em São João do Forte, partindo pouco tempo depois para a foz do Rio Itacaiunas, fundando a vila Quindangues. Não satisfeito funda a aproximadamente 10 Km descendo o Rio Tocantins um acampamento, e o denomina de Burgo do Itacayuna.

### Povoamento da Bacia do Itacaiunas
Após montar o acampamento, parte à procura de pastagens para animais ao longo do rio Itacaiunas, em uma dessas incursões encontrou o caucho - árvore da qual se extrai o látex, e se produz a borracha.
Em 1895 seguiu até capital do estado, Santa Maria de Belém do Grão Pará, para ter reunião com o então presidente do Grão-Pará, José Paes de Carvalho, a quem solicitou colaboração, visto a necessidade de se colonizar a região. O governo contemplou-lhe com 6 contos de reis em dinheiro e estoque de medicamentos que seriam empregados no combate à doenças tropicais. De posse do financiamento e por terem os testes do leite vegetal endurecido comprovado que se tratara borracha de caucho, Leitão voltou ao Burgo Itacayuna, e difundiu notícia acerca da presença de caucho na região, o que atraiu o primeiro grande fluxo de migrantes (trabalhadores silvícolas) para a região de Marabá.
É atribuído a Leitão o povoamento da região da Bacia do Itacaiunas - ao fundar o Burgo Itacaiuna - embora a região tenha sido explorada pelos europeus ainda no século XVI. A ele também é atribuído o surgimento de Marabá, e o seu crescimento, uma vez que descobriu o caucho, que foi base da economia local por muitos anos.

### Morte
Carlos Leitão morreu em 13 de abril de 1903 e foi sepultado no Burgo. Suspeita-se que Leitão tenha morrido de complicações devido a malária.